# Dyskolos
Dyskolos (Gr. Δύσκολος) is een blijspel van Menandros, het enige min of meer volledig bewaarde theaterstuk van de Nieuwe Komedie. Bij de eerste opvoering tijdens de Lenaia van 316/317 v.Chr., met in de hoofdrol Aristodemos van Skarfe, won Menandros met dit theaterstuk de eerste prijs. Van zijn meer dan honderd producties is het de enige die nagenoeg volledig is bewaard, dankzij een spectaculaire papyrusvondst begin jaren 50 in Egypte (3e-eeuwse Bodmer papyrus IV).
De komedie heeft in de verschillende Nederlandse vertalingen verschillende namen gekregen, waaronder ‘Het Stuk Chagrijn’, ‘De Brombeer’ en ‘De Misantroop’.

## Personages
- Pan: godheid en patroon van de herders.
- Chaireas: de parasiet, en vriend van Sostratos.
- Sostratos: rijke stedeling en verliefde jongeling.
- Pyrrhias: slaaf van Sostratos.
- Knemon: de Dyskolos of het Chagrijn.
- Dochter van Knemon, maagd (geen expliciete naam)
- Daos: de slaaf van Gorgias.
- Gorgias: stiefzoon van Knemon.
- Sikon: kok van de familie van Sostratos
- Getas: sluwe slaaf van Sostratos’ familie
- Moeder van Sostratos (geen expliciete naam)
- Simiche: slavin van Knemon
- Kallippides: rijke vader van Sostratos
- Myrrhine: moeder van Gorgias, ex-vrouw van Knemon (zonder tekst)
- Plaggon: zus van Sostratos (zonder tekst)

## Korte inhoud

### Proloog
De proloog start met de opkomst van de god Pan (Πάν) op het toneel. Hij loopt zijn tempel uit en legt de context en setting van de komedie/het toneel uit. We zijn in Phyle (Φυλήν), in Attica Hij vertelt over een oude boer Knemon (Κνήμων), die samen met zijn dochter en Simiche (Σιμίχη) de dienster in het huis naast hem woont. Hij is een heel chagrijnige man die door zijn aanhoudend slecht humeur zijn vrouw en stiefzoon de deur uit heeft gejaagd. Zijn dochter (Παρθένος - wat gewoon ‘meisje’ of ‘maagd’ wil zeggen, ze heeft geen specifieke naam) is wel erg lief. Ze huldigt de nimfen en Pan vaak en aandachtig, daarom heeft hij (Pan) beslist een rijke jongeling van de stad, Sostratos (Σώστρατος) verliefd op haar te maken. 

### Akt 1
Sostratos, de jongeman, is gaan jagen met zijn vriend Chaireas (Χαιρέας). Hij vertelt hem over zijn liefde voor het meisje en zegt erbij dat hij Phyrrias (Πυρρίας), zijn slaaf, naar de vader heeft gestuurd voor een kennismaking. Op dat ogenblik komt deze in paniek aangerend, terwijl hij schreeuwt dat hij door een stenengooiende gek achtervolgd wordt. Phyrrias begint daarop zijn verhaal te vertellen. Toen hij aanklopte bij het huis met de vraag naar Knemon, stuurde de oude dienster hem naar de fruittuinen, maar meteen nadat de slaaf hem had aangesproken, kreeg het stuk chagrijn meteen een woedebui en begon Phyrrias af te ranselen, waarop deze vluchtte. 
Chaireas vermeldt dat boeren vaak chagrijnig zijn, waarbij hij aftreedt.. Sostratos vermoedt dat het de slaaf zijn schuld wel zal zijn. Hij blijft wachten op Knemon om hem zelf te zien. Als Sostratos hem ziet, nog altijd boos vanwege het voorval met Phyrrias, spreekt hij hem aan, maar tevergeefs: ook hij wordt afgeblaft. Sostratos beslist zijn sluwe slaaf Getas (Γέτας) erbij te halen, die weet altijd raad.
De dochter moet ondertussen snel een kruik voor haar vader halen. Phyrrias stelt voor in haar plaats te gaan. 
Daos (Δᾶος), een slaaf van Knemons stiefzoon Gorgias (Γοργίας), ziet Phyrrias de kruik aan de dochter geven. Hij ruikt onraad en beslist Gorgias te informeren. 
Een groepje dronken Pan-vereerders komt dansend op. 

### Akt 2
Gorgias is boos op Daos omdat hij niet vroeger heeft verteld wat hij zag. Ze zijn bezorgd om de eer van Knemons dochter. Ze bemerken Sostratos. Hij was al teruggekeerd richting Knemon, aangezien alleen zijn moeder thuis was. Getas was een kok gaan zoeken voor het offerfeest dat gepland stond. Gorgias spreekt de jongeman aan en uit zijn bezorgingen over de motieven van Sostratos. Hij stelt Gorgias gerust, maar deze zegt dat het ook dan een verloren zaak is. De dochter mag van haar vader namelijk enkel trouwen met een andere onbeleefde boer, even misantroop als hij, en al helemaal geen rijke stedeling. Daarop komt Gorgias met een ideetje: hij stelt voor aan Sostratos om verkleed als arme boer het veld op te gaan en te spitten, en zo gebeurt het.
Ondertussen is Getas terug met een kok, Sikon (Σίκων). De kok heeft een zwaar schaap vast, en de slaaf een hoop kussens en ornamenten voor Pans offerfeest. De moeder van Sostratos had namelijk een droom waarin haar zoon tot boerenwerk gedwongen werd…

### Akt 3
Wanneer Knemon zijn huis buiten komt, arriveert de moeder van Sostratos juist met haar gevolg, waaronder Sikon en Getas, om aan het offerfeest te beginnen. Kwaad loopt hij terug naar binnen. Getas merkt dat een van de kookpotten nog achter zijn gebleven en klopt aan bij Knemon, in de hoop daar eentje te lenen. Tevergeefs, de deur wordt in zijn gezicht toegeslagen. Dan probeert Sikon het met lieve woordjes, maar opnieuw baat het niet maar schaadt het wel: Knemon slaat hem. De kok beslist dan maar om het vlees te bakken in plaats van te koken. 
Sostratos is ondertussen terug van het veld en hij is niet blij, want Knemon is nooit gekomen om zijn zware arbeid te bekijken. Hij ziet Getas staan en vraagt hem wat er allemaal aan de hand is. Deze vertelt over de feestelijkheden, waarop Sostratos Daos en Gorgias uit wil nodigen om op goede voet te staan bij hen. 
Simiche de dienster komt daarop ook het huis uitgelopen, jammerend dat ze een waterkruik in de put heeft laten vallen. Knemon jaagt haar terug het huis in en zegt dat hij er zelf wel om zal gaan. Getas biedt aan een touw te lenen, maar die hulp slaat hij nors af. 
Daos en Gorgias komen aan, samen met Sostratos. Ze zijn eerst wat twijfelachtig maar dan stuurt Gorgias Daos weg om voor zijn moeder te zorgen. Hijzelf gaat de tempel mee binnen. 

### Akt 4
Simiche rent alweer jammerend het huis uit, deze keer om te melden dat Knemon in de put is gevallen. Sikon weigert te helpen, maar Gorgias en Sostratos volgen de vrouw naar de put. Sikon blijft op scène staan en verkondigt hoe hij hoopt dat Knemon er niet te makkelijk vanaf is gekomen.. 
In dit korte monoloog waarin Sikon Knemon hoont, missen we tussen regel 650 en 655 een paar verzen, als ook wat verder tussen 700 en 710.
Sostratos betreedt de scène en vertelt hoe Gorgias de grove Knemon uit de waterput heeft gered. Deze vraagt Gorgias zijn ex-vrouw te halen om hem te helpen. Dan begint hij aan een lange monoloog waarin hij spijt betuigt van zijn slecht gedrag en onbeschoftheid. Hij wil aardig zijn in de toekomst; zijn misantropie neerleggen voor een vriendelijker karakter. Daarnaast geeft hij zijn stiefzoon de taak een man voor zijn Dochter te vinden, die ook de helft van zijn landgoed als bruidsschat krijgt. Hierop stelt Gorgias Sostratos voor aan de man, die zijn zongebruinde huid bemerkt, zo’n huid die boeren ook hebben, is hij tevreden en stemt in met het huwelijk. 
Kallippides (Καλλιππίδης), Sostratos’ vader, is ook gearriveerd. Sostratos zegt hem dat het offerfeest al afgelopen is, maar dat er nog eten is in de tempel. Hij wil zijn vader daar dan vragen of hij met de Dochter mag trouwen en Gorgias volgt hen ook mee binnen;

### Akt 5
Vader en zoon komen de tempel weer uit, en Kallippides heeft Sostratos de toestemming verleend. Sostratos ziet een kansje om zijn zus met Gorgias uit te huwelijken, Kallipidies is wat terughoudend omdat de jongeman arm is, maar uiteindelijk geeft hij hierop ook toe. Gorgias heeft dit alles gehoord en wil het aanbod afslaan. Kallippides zegt dat zijn trots hem niet in de weg mag staan en biedt de man 3 talenten als bruidsschat aan. Hij accepteert. De twee huwelijken zullen de volgende dag plaatsvinden. Gorgias haalt de rest erbij, en iedereen begeeft zich richting de tempel. Simiche vertelt Knemon dat hij ook uitgenodigd is, maar deze blijft liever zitten. Simiche gaat de tempel weer binnen, nadat Getas had voorgesteld wel bij de man te gaan zitten. Hij roept de kok Sikon erbij en stelt voor Knemon vanwege zijn onbeschoft gedrag een beetje te belagen. Ze beslissen de slapende Knemon te wekken door luid op de deur te bonzen met de vraag om van alles te mogen lenen. Ze vertellen hem opgetogen over het offerfeest van die dag en overtuigen hem mee te gaan feesten. Getas kondigt het einde aan en vraagt het publiek om applaus.

## Quotes uit de Dyskolos
ΠΑΝ
Τῆς 'Αττικῆς νομίζετ' εἶναι τὸν τόπον / Φυλήν, τό νυμφαῖον δ' ὃθεν προέρχομαι / Φυλασίων καὶ τῶν δυναμένων τάς πέτρας / ἐνθάδε γεωργεῖν, ἱερὸν ἐπιφανὲς πάνυ.
PAN

“Bedenk: 't is Phyle waar we zijn, in Attica, / en 't nimfenbronhuis waaruit ik naar voren kom / is van Phyleërs en van lui die kans zien hier / de rotsgrond te bebouwen - 't is alom vermaard, / dit heiligdom.” 
ΣΙΜΙΧΗ
τίς ἄν βοηθήσειεν; ὤ τάλαιν' ἐγώ. / τίς ἂν βοηθήσειεν;
SIMICHE 

Wie kan me helpen ?! O, ik ben ten einde raad! / Wie kan me helpen ?!
ΣΩΣΤΡΑΤΟΣ
οὐχ ὡς ἐβουλόμην ἅπαντά μοι, πάτερ, / οὐδ' ὡς προσεδόκων γίνεται παρὰ σοῦ.
ΚΑΛΛΙΠΠΙΔΗΣ
τί δὲ / οὐ συγκεχώρηχ'; ἧς ἐρᾷς σε λαμβάνειν / καὶ βούλομαι καί φημι δεῖν.
SOSTRATOS
Niet alles, vader, valt van jouw kant mij ten deel / zoals ik wenste en verwachtte.
KALLIPPIDES

Heb ik dan / niet ingestemd? Ik wens en sta erop, dat jij / haar die je liefhebt krijgt als vrouw.

## Nieuwe Komedie
Dit is de fase van de Griekse komedie waartoe de Dyskolos behoort. De Nieuwe Komedie is de laatste stroming in het komische genre in het Oude Griekse theater. Over exacte data valt niet echt te spreken, maar er wordt geschat dat de stroming populair was tussen 320 v.C. en 260 v.C.. De bekendste schrijvers uit deze stroming zijn Menander, Philemon en Diphilos (al wijkt deze laatste in sommige opzichten wel af van de stroming).
De structuur van dit genre is opgebouwd uit een proloog en vijf bedrijven, waaraan ook muzikale intermezzo’s van het koor toegevoegd kunnen worden (de Dyskolos volgt deze structuur ook nauw op). Qua thematiek doen de theaterstukken uit deze stroming een beetje denken aan een sitcom; het verhaal speelt zich af in het alledaagse leven, niets te ernstig overkomt de personages, er worden veel grappen gemaakt, vaak aan de hand van stereotiepe rolletjes (zoals de strenge vader, de verliefde jongelingen, de sluwe slaaf, etc.). De verhalen hebben altijd een gelukkig einde, meestal een met een huwelijk.
De Nieuwe Komedie wijkt ook niet af van het patroon waarin het koor steeds minder belangrijk wordt in het theater. De inhoud van de koorzangen heeft niets met die van het stuk te maken en de koristen worden gepresenteerd als een stoet dronkaards.
Van deze fase van de Griekse komedie is weinig overgeleverd. De Dyskolos van Menander is de enige (bijna) volledige tekstoverdracht. We weten echter dat hij veel meer stukken geschreven moet hebben.

## Karakterisering in de Dyskolos

### Weergave van slaven
In Menanders "Dyskolos" worden slaven afgebeeld als integraal onderdeel van het sociale weefsel van het oude Atheense samenleving. Hoewel ondergeschikt aan hun meesters, worden ze afgebeeld als intelligente en onafhankelijke individuen met hun eigen verlangens en motivaties. Hun aanwezigheid in verschillende scènes benadrukt hun alomtegenwoordige rol in het dagelijks leven tijdens die periode. Ondanks het feit dat ze de trajecten van andere personages niet rechtstreeks veranderen, dragen ze actief bij aan de voortgang van het verhaal en bieden ze inzicht in het sociale klassensysteem van die tijd. Door de weergave van hun acties biedt Menander meerdere perspectieven op de dynamiek van meester-slaven relaties en maatschappelijke structuren.

### Weergave van de verschillende klassen
Wrijving tussen sociale klassen is een belangrijk onderdeel van de Dyskolos, zowel wat betreft karakterisering als de ontwikkeling van het plot. Over het algemeen wordt in de Attische literatuur de samenleving verdeeld in twee klassen, "οἱ πλούσιοι" (de welgestelden) en  "οἱ πένητες" (de armen). In de Dyskolos worden de twee klassen voornamelijk vertegenwoordigd door Sostratos, een rijke jongeman die meestal zijn tijd in de stad doorbrengt, en Gorgias, een arme boer van ongeveer dezelfde leeftijd als Sostratos. We horen voor het eerst over de rijkdom en armoede van Sostratos en Gorgias van de god Pan, die in de proloog van het toneelstuk spreekt. We kunnen dus redelijkerwijs aannemen dat dit geen incidentele details zijn, maar belangrijk zijn voor de dramatische personages van de jonge mannen en waarover het toneelstuk zal gaan. 
De personages in het stuk kunnen elkaar ook makkelijk als zijnde van hogere of lagere klasse herkennen aan de hand van hun kledij. Dat speelde ook een rol in het verhaal. Aanvankelijk vertrouwden zowel Gorgias als Knemon Sostratos niet, omdat de rijkere klasse boeren vaak uitbuit en belazert. Knemon zou Sostratos immers geen bruidsschat kunnen bieden voor zijn dochter, en zonder bruidsschat zou niets hem ervan onthouden zich van haar te ontdoen zodra hij dat zou willen. Sostratos kon Gorgias snel overtuigen van zijn goede bedoelingen, maar om Knemon te overtuigen moest hij mee werken op het land, zoals de boeren.

### De niveaus van naastenliefde, voorgesteld door de personages
In het toneelstuk vertonen de personages verschillende niveaus van naastenliefde. Het eerste niveau, een overmaat aan vriendelijkheid (vleiendheid), wordt vertegenwoordigd door enkele kleinere rollen (bijvoorbeeld Simiche, Knemons slaaf). Het tweede en beste niveau, vriendelijkheid of liefdadigheid, wordt tentoongesteld door de antagonisten van Knemon; Gorgias en Sostratos. Terwijl Sostratos een aangenaam karakter heeft en de perfecte gastheer is, illustreert Gorgias de morele basis van de deugd. Gorgias loopt echter het risico een misantroop te worden zoals Knemon als zijn economische situatie zo moeilijk blijft. De basiselementen (wantrouwen, ontbering) zijn bij hem al aanwezig. Bovendien lijkt Knemon zijn leven ook begonnen te zijn als een filantroop. Nu vertegenwoordigt hij het laatste niveau van de drie: een gebrek aan vriendelijkheid, of misantropie. Zijn desillusie met de mensheid heeft hem veranderd in een misantroop. Terwijl Gorgias een beeld is van wat Knemon had kunnen zijn als zijn leven gemakkelijker was geweest, is Knemon wat Gorgias zou kunnen worden als zijn leven lastig blijft.
Zo biedt Menander ons het beeld van de transformatie van een man in zijn toneelstuk.
Menander laat zijn protagonisten niet alleen hun karaktertype vertegenwoordigen, maar ook verschillende stadia in een evolutie. Helaas zullen we nooit zeker weten hoe een hedendaags Grieks publiek de aanwijzingen van Menander heeft geïnterpreteerd, of belangrijker nog, of Menander ooit bedoeld heeft om die aanwijzingen te bieden die wij menen te lezen in zijn toneelstukken.

## Vorm en stijl
De kritische editie telt 969 verzen in vijf akten en een proloog van de god Pan. De verzen van de aktes zijn in het attisch Grieks geschreven en beginnen in jambische trimeters, waarna ze overgaan in catalectische trocheïsche tetrameters. De koormuziek is in het Dorisch Grieks en maakt gebruik van lyrische versmaten. Menander gebruikt regelmatig stijlfiguren en hanteert verder een aangename en vlotte schrijfstijl.

## Moderne interpretaties
- Molière zou indirect veel geleend hebben van Menander. De Franse comicus was verbonden met de Comédie des Moeurs traditie, een genre dat teruggaat op de Nieuwe Komedie. Hij baseerde zich namelijk verschillende keren op Plautus en Terentius Afer, die op hun beurt de mosterd haalden bij Menander.

- In Sydney, Australië is er op 4 juli 1959 door de University of Sydney Classical Society een moderne uitvoering van de Dyskolos geweest, in het Wallace Theatre van de Sydney University. Jaarlijks werd een Grieks of Latijn werk opgevoerd. De Dyskolos was nog maar recent ontdekt, en was dus de perfecte kandidaat voor het stuk van ‘59.

- Chris Vervain, een doctor in Griekse Theatermaskers en een producent antieke theaterwerken (Chris Vervain Theatre) heeft een adaptatie van de Dyskolos gemaakt, “The Grauch and his Daughter”, waarin ze de personages meer heeft in uitgewerkt, alsook een meer feministisch perspectief. Ze deed dit met behulp van het recreëren van de originele maskers.

## Nederlandse vertalingen
- Het stuk chagrijn – Dýskolos, tweetalige editie Oudgrieks-Nederlands, ingeleid en vertaald in zesvoetige jamben door Henk Schoonhoven, 2008. ISBN 9789080894259
- Dyscolus. Comedie van Menander, vertaald door J.J. Fraenkel, 1960
- De brombeer. Blijspel van Menander, vertaald door J. van IJzeren, 1960
- De misanthroop, ingeleid en vertaald door Emiel De Waele, 1959

## Secundaire literatuur
- Demoen, K. (2007). De Literatuur van de Oudheid : Korte Geschiedenis van de Griekse Literatuur. Syllabus. Gent: Academia Press.
- Flynn, C., & Sheldon, J. (2010). Menander’s Dyskolos at Sydney, 1959-2009. Antichthon, 44, 111–127.
- Haegemans, K. (2001). Character Drawing in Menander’s “Dyskolos”: Misanthropy and Philanthropy. Mnemosyne, 54(6), 675-696.
- Haegemans, K. (2001). Karakterkomedie of Karikatuur? Een Studie van Menanders Dyscolus. Handelingen - KZM, 55, 183-197.
- Koster, W.J.W. (1960). De Dyskolos van Menander. Mededelingen van de Koninklijke Nederlandse Akademie van Wetenschappen, Afdeling Letterkunde, nieuwe reeks, deel 23, nr. 9, p. 233-260
- Post, L. A. (1934). Menander in Current Criticism. Transactions and Proceedings of the American Philological Association, 65, 13–34.
- Rosivach, V.J. (2001). Class Matters in the “Dyskolos” of Menander. The Classical Quarterly, 51(1), 127-134.
- Young, S. (1922). Molière: Comedian of Society. The North American Review, 215(795), 241–248.

## Voetnoten
1. ↑  Dit weten we dankzij Aristofanes van Byzantium.